# مايلن
مايلن (بالألمانية: Meilen) هي بلدية وعاصمة مقاطعة مايلن في كانتون زيورخ في سويسرا.

## توأمة
لمايلن اتفاقيات توأمة مع كل من:
- Ebes [الإنجليزية]‏
- Polička [الإنجليزية]‏
- فيلا دي أدا

## أعلام
- إرنست إيغلي
- فيرنر هغ
- أولريش ويل